# Akari (przedsiębiorstwo)
Akari (PT Akari Indonesia) – indonezyjskie przedsiębiorstwo elektroniczne, założone w 1992 roku. Zajmuje się produkcją telewizorów i jest jedną z dwóch głównych indonezyjskich marek telewizorów, które wciąż funkcjonują na lokalnym rynku, obok marki Polytron.
Siedziba przedsiębiorstwa mieści się w Waru w kabupatenie Sidoarjo (prowincja Jawa Wschodnia), tam też jest zlokalizowana fabryka.